# 大井村 (山口県)
大井村（おおいそん）は、山口県阿武郡にあった村。現在の萩市大井にあたる。

## 地理
- 海洋 ： 日本海
- 山岳 ： 天頂山、城山
- 河川 ： 大井川

## 歴史
- 1889年（明治22年）4月1日 - 町村制の施行により、近世以来の大井村が単独で自治体を形成。
- 1955年（昭和30年）3月1日 - 萩市に編入。同日大井村廃止。

## 交通

### 鉄道路線
- 日本国有鉄道
  - 山陰本線
    - 長門大井駅